# 米爾福德鎮區 (密蘇里州巴頓縣)
米爾福德鎮區（英語：Milford Township）是位於美國密蘇里州巴頓縣的一個行政鎮區。

## 地方資料
米爾福德鎮區的面積為77.79平方千米，當中陸地面積為77.66平方千米，而水域面積為0.13平方千米。根據2020年美國人口普查的數據，當地共有人口267人，而人口密度為每平方千米3.43人。